# نشانک (نشان‌شناسی)
«نشانک» (badge) طرح مکملی است که گاهی‌اوقات یکی از عناصر موجود در نشان را بازمی‌نماید. نشانک‌ها را می‌توان به تنهایی یا همراه با نشان نمایش داد. نشانک نشانه‌ای مشخص بود که روی آستین خدمتگزاران و پشت و سینه سربازان و اصولاً کسانی که مادون رتبه آقا بودند و حق برخورداری از نشان‌ها را نداشتند قرار می‌گرفت، و به‌طور دقیق پدیده‌ای نشان‌شناسانه محسوب نمی‌شود. نشانک بخشی از نشان کامل نیست. از معروف‌ترین نمونه‌های نشانک‌ها شاخه گیاه جاروی دودمان پلانتاژنت‌ها و رُزهای سفید و قرمز خاندان یورک و خاندان لنکستر هستند. از آنجا که در لاتینی عبارت "planta genista" به معنای «گیاه جارو» است، بنابراین نشانک دودمان پلانتاژنت حکم نام-نشان نیز پیدا می‌کند.

## پی‌نوشت‌ها
1. ↑  کلانی، رضا. مقدمه‌ای بر تاریخ و مبانی نشان‌شناسی، صص115و116